# Pomphorhynchus tori
Pomphorhynchus tori är en hakmaskart som beskrevs av Fotedar och Dhar 1977. Pomphorhynchus tori ingår i släktet Pomphorhynchus och familjen Pomphorhynchidae. Inga underarter finns listade i Catalogue of Life.